# Regina Protmann
Regina Protmann CSC (ur. w 1552 w Braniewie, zm. 18 stycznia 1613 w Braniewie) – błogosławiona katolicka, założycielka Zgromadzenia Sióstr św. Katarzyny Dziewicy i Męczennicy (katarzynek).

## Życiorys
Regina Protmann urodziła się w 1552 roku w rodzinie Piotra i Reginy Protmannów w Braniewie. Pochodziła z majętnej i powszechnie szanowanej rodziny mieszczańskiej. Rodzina mieszkała w patrycjuszowskiej części miasta w pobliżu miejskiego ratusza. Posiadali gospodarstwo domowe, duży dom i spichlerz w portowej części miasta, nad rzeką Pasłęką. Ojciec trudnił się kupiectwem, które z racji dogodnego położenia miasta przynależącego do Hanzy przynosiło dochody. Wychowywana była w duchu katolickim, mimo szerzącego się luteranizmu. Dzieciństwo i młodzieńcze lata w radości, zabawach i dostatku nie wskazywały, że obierze ona stan duchowy i poświęci Bogu wszystko, co posiada. Nie brakowało jej ani urody, ani bystrości umysłu. Była uwielbianą przez przyjaciół. Mimo to w 1571, w wieku dziewiętnastu lat, porzuca dotychczasowe upodobania i zamieszkuje z dwiema koleżankami u pewnej wdowy, nieopodal kościoła. Daje tym samym początek przyszłej społeczności zakonnej. 18 marca 1583 zostały zatwierdzone krótkie pierwsze reguły zgromadzenia spisane przez Reginę, ale ukoronowaniem jej dzieła było zatwierdzenie zgromadzenia przez Stolicę Apostolską w 1602 roku. Na szczególną patronkę i orędowniczkę matka Regina wybrała św. Katarzynę Aleksandryjską. Siostry niosły pomoc ofiarom licznych epidemii, zakładały szkoły dla dziewcząt, zwłaszcza ubogich, prowadziły przedszkola oraz sierocińce. Regina Protmann zmarła pozostawiając po sobie wielkie dziedzictwo. 13 czerwca 1999 roku matka Regina została beatyfikowana przez papieża Jana Pawła II. 28 czerwca 2000 uchwałą Rady Miasta Braniewo została ustanowiona patronką miasta.
Wspomnienie liturgiczne w Kościele katolickim obchodzone jest 18 stycznia.

## Śmierć i doczesne szczątki błogosławionej
Regina Protmann żyła 61 lat, w tym przez 42 lata, do końca swojego życia, pełniła funkcję przełożonej założonego przez siebie zgromadzenia. Zmarła w opinii świętości w piątek 18 stycznia 1613 roku. Została pochowana trzy dni później, 21 stycznia, w podziemiach pofranciszkańskiego kościoła pw. Najświętszej Maryi Panny w Braniewie (wówczas zarządzanego przez ojców jezuitów). Doczesne szczątki matki Reginy spoczywały tam do 1809 roku, czyli do czasu rozbiórki kościoła. Wówczas katarzynki w pośpiechu wyjęły z grobu 18 kości Reginy, umieściły w lnianym worku i przeniosły do oratorium domu zakonnego. Tego samego roku zmarła przełożona generalna s. Teresa Koll i do jej trumny został włożony worek z kośćmi matki założycielki zgromadzenia, po czym trumna została złożona w kościele św. Katarzyny w Braniewie. W 1929 podziemia kościoła zostały otwarte w związku z pracami przy zakładaniu ogrzewania i kości zostały przeniesione do oratorium domu zakonnego przy ul. Klasztornej 3. W rocznicę 350-lecia założenia zgromadzenia, w 1931, szczątki założycielki zgromadzenia umieszczono w relikwiarzu wykonanym ze szkła i srebrnej blachy. W 1935 r. relikwiarz przeniesiono do nowego klasztoru „Regina Coeli” przy obecnej ul. Moniuszki 7, i umieszczono w pokoju na pierwszym piętrze, naprzeciw zakrystii. Pozostawały tam do końca II wojny światowej. W lutym 1945 katarzynki uciekając przez nadciągającym frontem zabrały je ze sobą i powierzyły na przechowanie proboszczowi Janowi Westpfahl w odległym o 15 km Heiligenbeil (obecnie Mamonowo). Ksiądz wykopawszy dół przed budynkiem, w którym mieszkał, ukrył relikwiarz wraz z monstrancją i kielichami. Sowieci bez trudu rozpoznali świeżo rozkopaną ziemię. Zabrali złote kielichy i monstrancję. Zaśniedziała szkatuła z kośćmi nie przedstawiała dla nich żadnej wartości. Porzucili ją na podwórku. Ksiądz ponownie zebrał 18 kostek i ukrył na poddaszu mieszkania, tym razem bez szkatuły, aby nie zwracały niczyjej uwagi. Gdy w grudniu 1945 otrzymał zgodę na wyjazd do Berlina, aby nie ryzykować utraty wszystkich w podróży, wyjął tylko dwie kostki z ukrycia. W 1963 obie kostki trafiły do Domu Generalnego sióstr katarzynek w Grottaferrata koło Rzymu. Pozostałych 16 kostek zostało na strychu domu w Mamonowie. Część z nich została odnaleziona w 1991 roku i przewieziona do klasztoru „Regina Coeli” w Braniewie. Tam przechowywane są do chwili obecnej.

## Galeria zdjęć

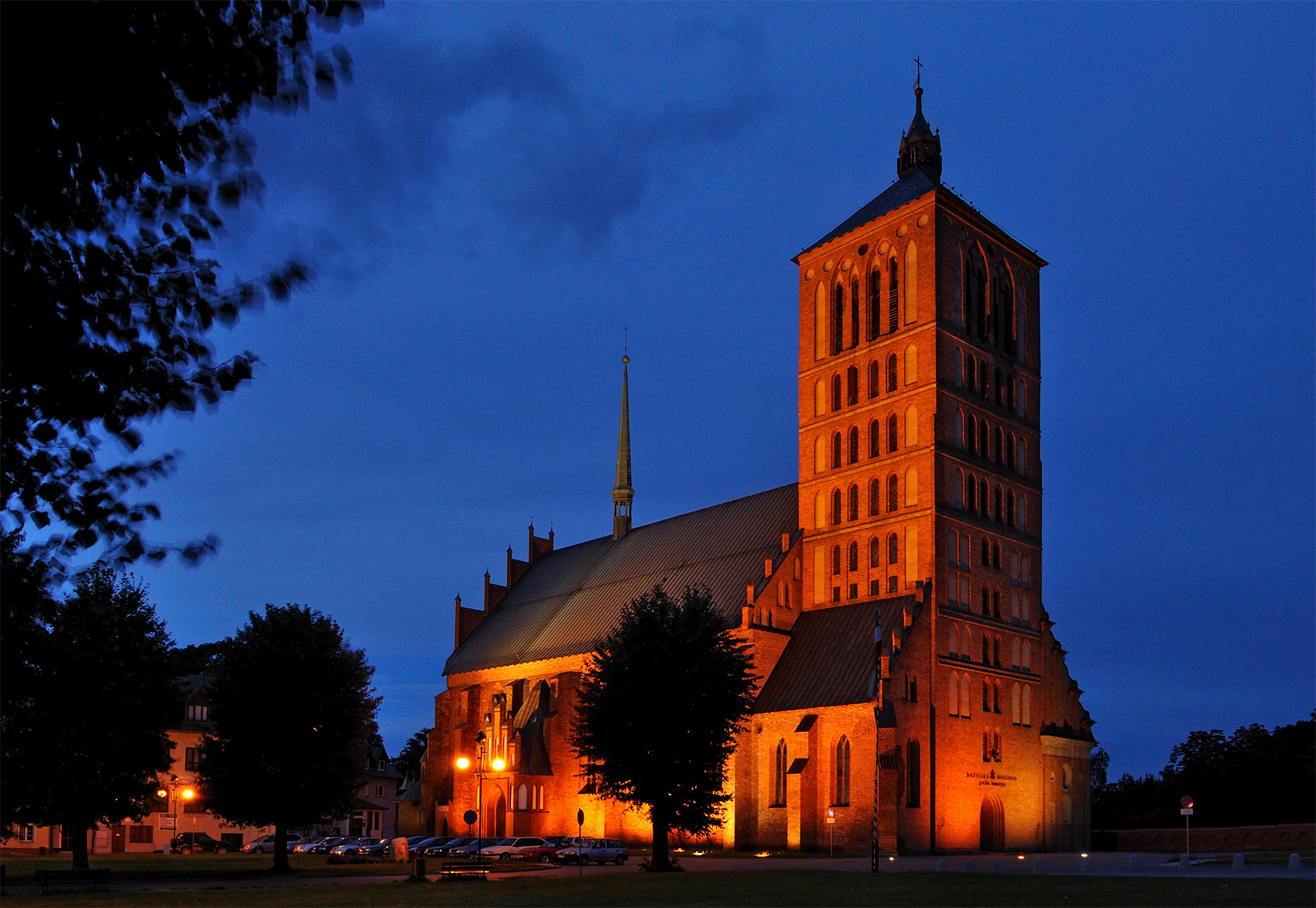
Bazylika św. Katarzyny w Braniewie, w której w latach 1809–1929 spoczywały doczesne szczątki bł. Reginy Protmann
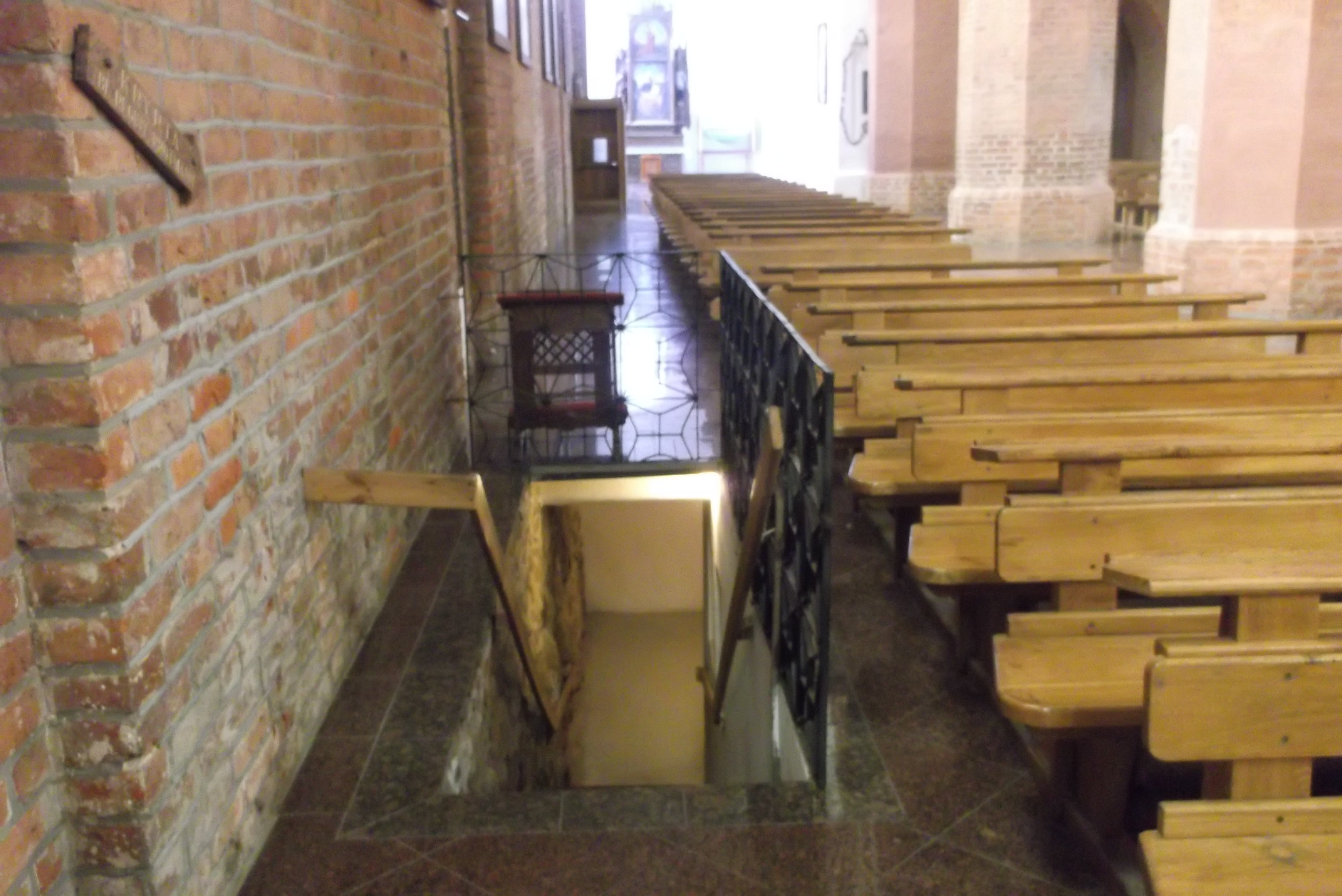
Zejście do krypty bł. Reginy Protmann w bazylice w Braniewie
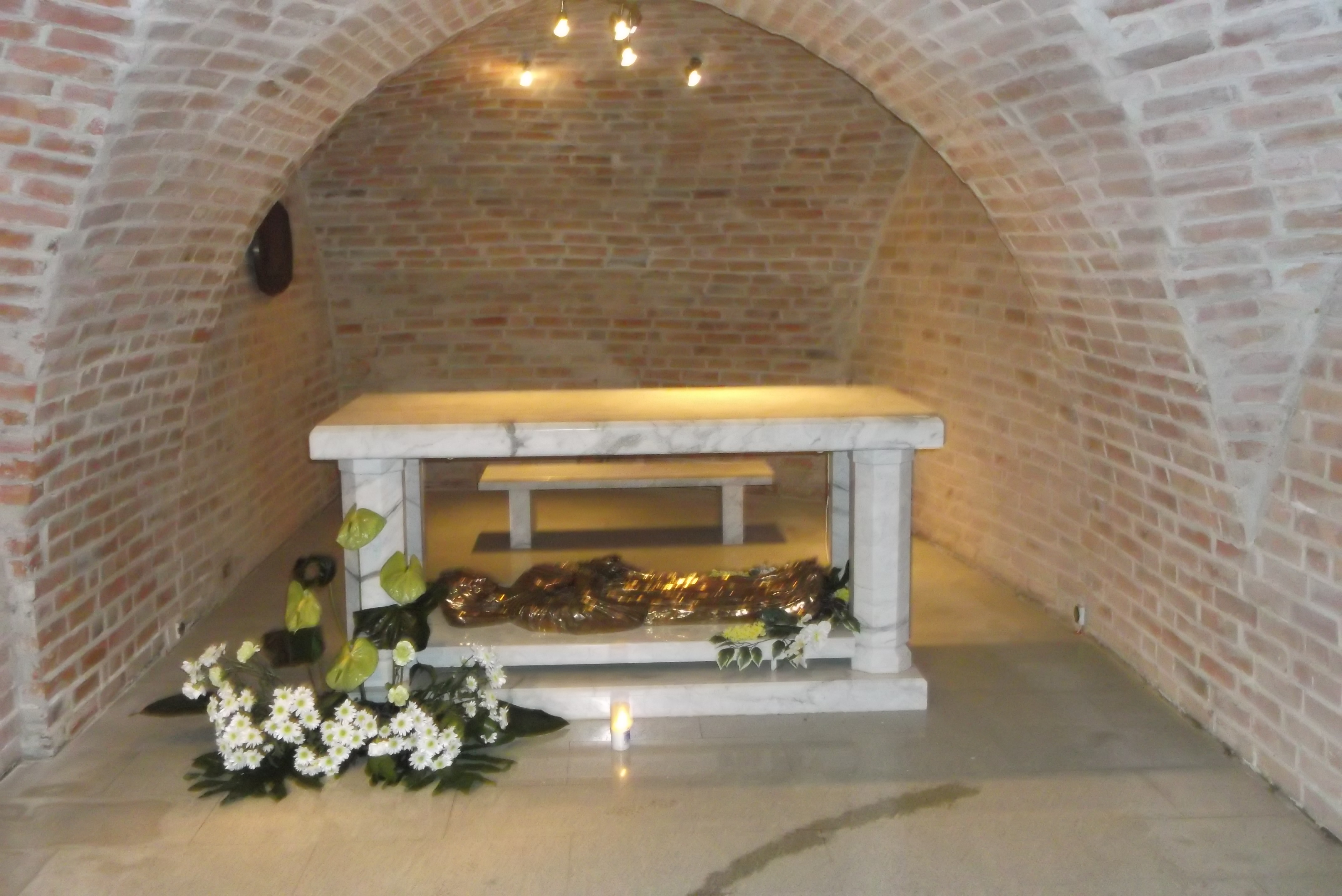
Krypta bł. Reginy, ołtarz
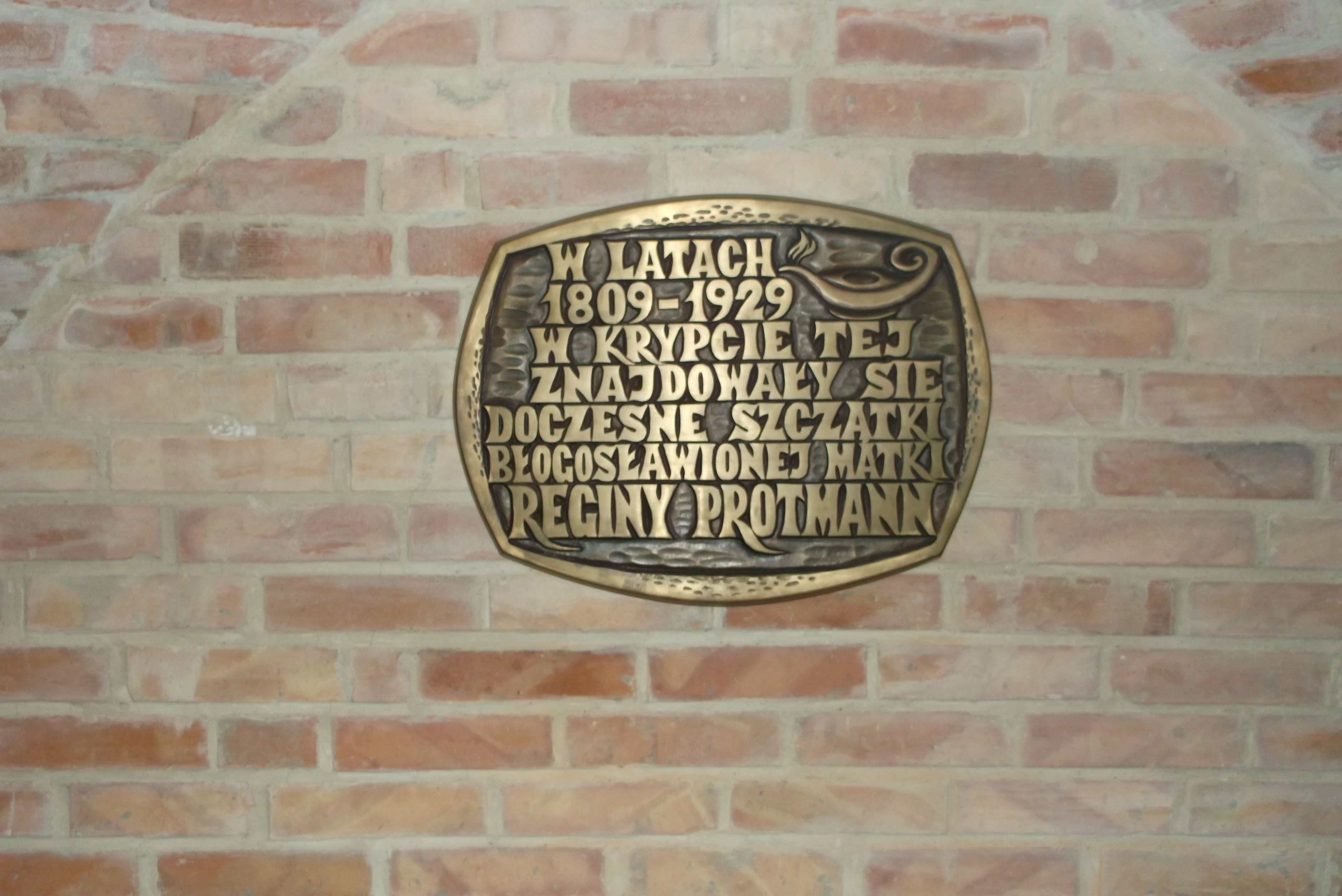
Tablica informująca o miejscu spoczynku w niej bł. Reginy
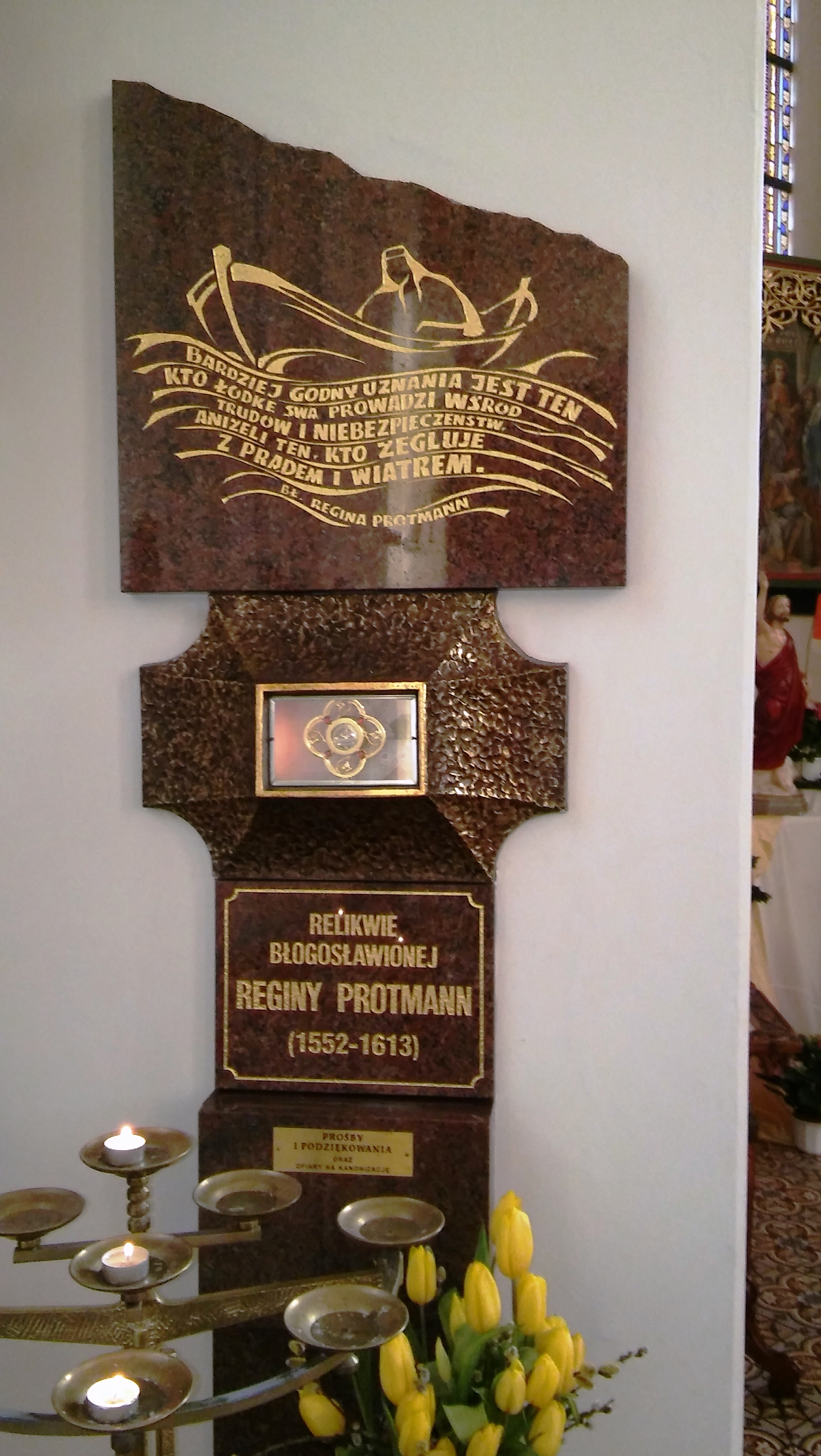
Relikwie błogosławionej Reginy Protmann w kaplicy „Regina Coeli” w Braniewie